# 2016-os alpesisí-világkupa
Az 50. FIS által szervezett alpesisí-világkupa 2015. október 24-én kezdődik az ausztriai Söldenben, az utolsó futamot 2016. március 20-án Svájcban, St. Moritzban rendezik.
A címvédő az összetett versenyben Marcel Hirscher a férfiak, Anna Fenninger a nők versenyében, mindketten Ausztriából.
Ebben a szezonban a férfiaknál 46 versenyt terveznek, ebből 11 Lesiklás (Downhill – DH), 8 Szuperóriás-műlesiklás (Super-G – SG), 10 Óriás-műlesiklás (Giant Slalom – GS), 11 Műlesiklás (Slalom – SL), 3 Alpesi-kombináció (Super combined (Downhill & Slalom – SC)), és 1 Városi verseny (City Event – CE). Az idei évben a világkupa történetében először rendeznek Párhuzamos óriás-műlesiklást (Parallel Giant Slalom – PGS).
A nőknél 42 verseny van tervben (9 Lesiklás, 8 Szuperóriás-műlesiklás, 9 Óriás-műlesiklás, 10 Műlesiklás, 4 Szuperkombináció és 2 Városi verseny).

## Összessített verseny

### A világkupa állása
| Hely. | Név             | Ország        | Pont |
| ----- | --------------- | ------------- | ---- |
| 1.    | Ted Ligety      | USA           | 100  |
| 2.    | Thomas Fanara   | Franciaország | 80   |
| 3.    | Marcel Hirscher | Ausztria      | 60   |
| 4.    |                 |               |      |
| 5.    |                 |               |      |
| 6.    |                 |               |      |
| 7.    |                 |               |      |
| 8.    |                 |               |      |
| 9.    |                 |               |      |
| 10.   |                 |               |      |

| Hely. | Név               | Ország        | Pont |
| ----- | ----------------- | ------------- | ---- |
| 1.    | Federica Brignone | Olaszország   | 100  |
| 2.    | Mikaela Shiffrin  | USA           | 80   |
| 3.    | Tina Weirather    | Liechtenstein | 60   |
| 4.    |                   |               |      |
| 5.    |                   |               |      |
| 6.    |                   |               |      |
| 7.    |                   |               |      |
| 8.    |                   |               |      |
| 9.    |                   |               |      |
| 10.   |                   |               |      |

### Dobogósok
| Dátum       | Helyszín            | Verseny | Győztes                           | Második                           | Harmadik                          |
| ----------- | ------------------- | ------- | --------------------------------- | --------------------------------- | --------------------------------- |
| 2015.10.25. | Sölden, Ausztria    | GS      | Ted Ligety                        | Thomas Fanara                     | Marcel Hirscher                   |
| 2015.11.15. | Levi, Finnország    | SL      | A verseny hóhiány miatt elmaradt. | A verseny hóhiány miatt elmaradt. | A verseny hóhiány miatt elmaradt. |
| 2014.11.29. | Lake Louise, Kanada | DH      |                                   |                                   |                                   |
| 2014.11.30. | Lake Louise, Kanada | SG      |                                   |                                   |                                   |

| Dátum       | Helyszín         | Verseny | Győztes                           | Második                           | Harmadik                          |
| ----------- | ---------------- | ------- | --------------------------------- | --------------------------------- | --------------------------------- |
| 2015.10.24. | Sölden, Ausztria | GS      | Federica Brignone                 | Mikaela Shiffrin                  | Tina Weirather                    |
| 2015.11.14. | Levi, Finnország | SL      | A verseny hóhiány miatt elmaradt. | A verseny hóhiány miatt elmaradt. | A verseny hóhiány miatt elmaradt. |